# Театр імені Ґабріеля Сундукяна
Державний національний академічний театр імені Ґабріеля Сундукяна — драматичний театр у Єревані, заснований 1921 року під назвою Перший державний театр Вірменії.
1937 року театру було надано ім'я Сундукяна.
В 1960 році театру було надано статус академічного.